# عزمي محافظة
عزمي محمود مفلح محافظة (3 يوليو 1953 -) طبيب و‌عالم أحياء و‌سياسي أردني من  مواليد  كفر جايز في إربد، يشغل منصبي وزير التعليم العالي والبحث العلمي و‌وزير التربية والتعليم منذ 27 أكتوبر 2022.
شغل سابقًا نفس المنصبين في حكومة عمر الرزاز الأول من 11 أكتوبر 2018 والثاني من 14 يونيو 2018 واستمر فيهما حتى استقالته في 1 نوفمبر 2018 على خلفية حادث سيول البحر الميت. كما شغل منصب رئيس الجامعة الأردنية من 2016 إلى 2018.
يحمل شهادة دكتوراه في الطب من جامعة دمشق عام 1977 ودكتوراه في علم الأحياء الدقيقة وعلم المناعة من الجامعة الأميركية في بيروت 1984.

## المؤهلات التعليمية
- بكالوريوس في الطب البشري من جامعة دمشق عام 1977.
- دكتوراه في العلوم الطبية الأساسية/ تخصص الأحياء الدقيقة والمناعة من الجامعة الأمريكية في بيروت في 1984.
- زمالة في تخصص علم الفيروسات من جامعة ييل في عام 1988.

## مناصب شغلها
- رئيس الجامعة الأردنية. (16 أبريل 2016-14 يونيو 2018).[6]
- عميد كلية الطب في الجامعة الأردنية.[7]